# 33458 Fialkow
33458 Fialkow este o planetă minoră (asteroid) din centura de asteroizi. A fost descoperită pe 19 martie 1999 la Experimental Test Site⁠(d) de Lincoln Near-Earth Asteroid Research. 
Obiectul prezintă o orbită caracterizată de o semiaxă mare de 2,3189429 UAi, o excentricitate de 0,09, o înclinație de 3,39108 ° în raport cu ecliptica.